# セントラル・マーケット (クアラルンプール)

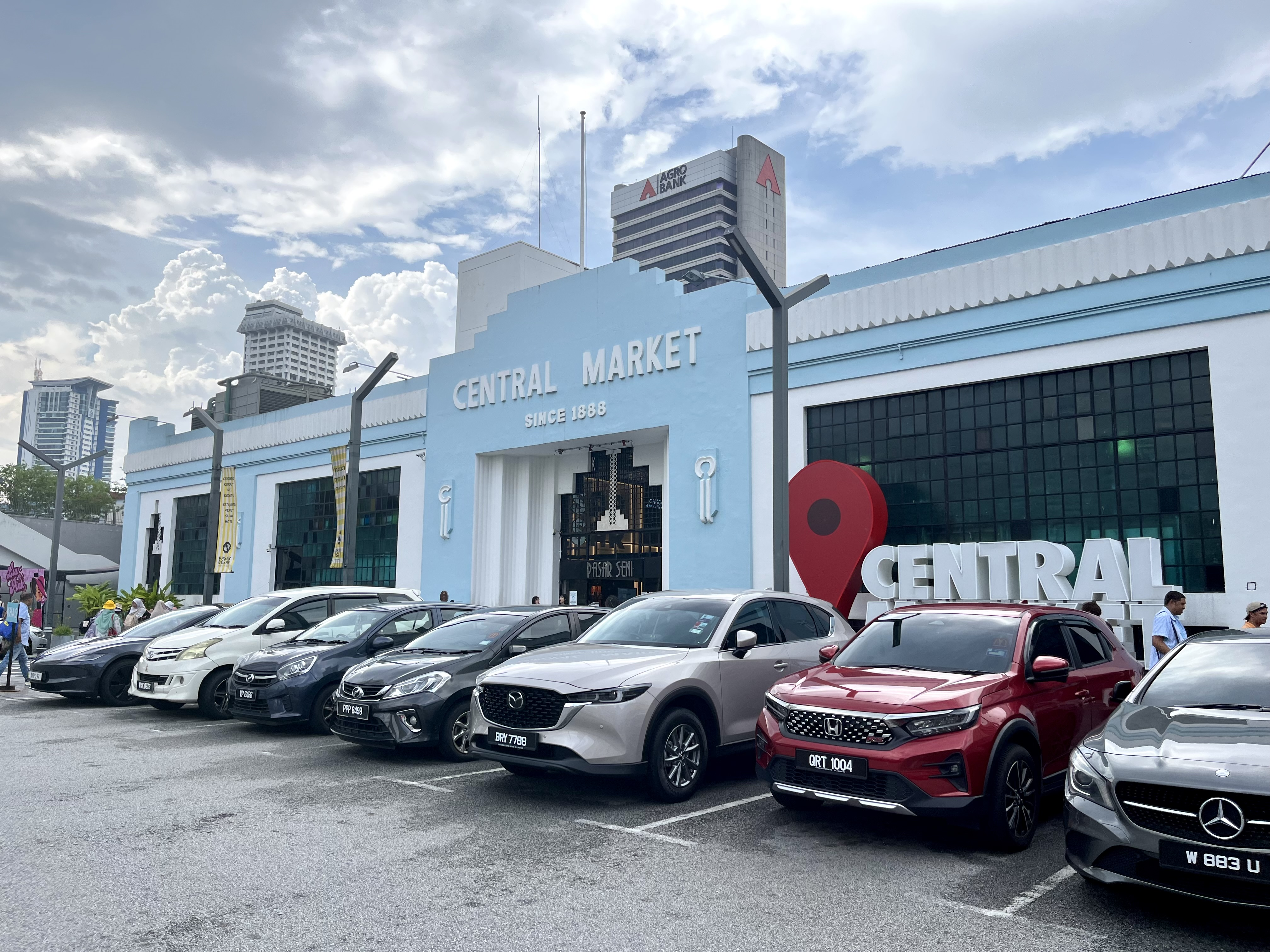
セントラル・マーケット

セントラルマーケット（Central Market）は、マレーシアのクアラルンプール中心部に位置する市場。セントラルマーケットはパサール・スニ (Pasar Seni)、パサール・ブダヤ (Pasar Budaya)とも呼ばれている。

## 歴史
- 1888年に、英国によって建てられた。当時は市民や錫の鉱山労働者のための生鮮市場として使用されていた。
- 1889、1895、1920、1921年にそれぞれ拡張された。1933年にセントラルマーケットの倉庫の拡張で、現在の大きさとなった。
- 1970年代のセントラルマーケットでは市街地拡張時に取り壊しの意見があったが、結果として歴史的建造物的な扱いで存続されることとなる。
- 1985年にセントラルマーケットの市場は改装され、カラフルな新しい様式に生まれ変わった。

## アクセス
- ラピドKL クラナ・ジャヤ線 (Kelana Jaya Line)のパサール・スニ駅より徒歩3分程。

## リンク
- セントラルマーケットオフィシャルサイト